# Liktiv, Turka
Liktiv (în ucraineană Ліктів) este un sat în comuna Ilnîk din raionul Turka, regiunea Liov, Ucraina.

## Demografie
Componența lingvistică a localității Liktiv
     Ucraineană (100%)
Conform recensământului din 2001, toată populația localității Liktiv era vorbitoare de ucraineană (100%).